# Arnaval
Arnaval is een berg op Isle of Skye in Schotland. De berg is 369 meter hoog. Op de berg ontspringen tien riviertjes, waaronder de Ardtreck Burn en de Allt a' Bhàthaich.